# Haplochromis aeneocolor
Haplochromis aeneocolor là một loài cá thuộc họ Cichlidae. Nó là loài đặc hữu của Uganda. Các môi trường sống tự nhiên của chúng là sông và hồ nước ngọt.